# Karzeł (gwiazda)
Karły – gwiazdy zaliczane do klasy jasności V. Najczęściej występujący typ gwiazdy; są to gwiazdy I populacji leżące w granicach ciągu głównego na diagramie Hertzsprunga-Russella.
Bezpośrednio po powstaniu gwiazdy mają stosunkowo duże rozmiary; następnie kurczą się, zmierzając na diagramie Hertzsprunga-Russella do linii zwanej ciągiem głównym wieku zero. Jej dokładne położenie zależy od składu chemicznego materii gwiazdowej, mierzonego sumaryczną zawartością wszystkich pierwiastków cięższych od helu. Po osiągnięciu ciągu głównego wieku zero gwiazda przestaje się kurczyć (osiągając swój minimalny promień) i staje się karłem; w jej jądrze rozpoczyna się reakcja przemiany wodoru w hel. W miarę zużywania wodoru promień karła powoli rośnie. Gwiazda opuszcza ciąg główny, gdy w jej środku wyczerpie się całkowicie wodór. Czas główny na ciągu głównym, {\displaystyle t_{cg},} czyli czas trwania w stadium karła, można oszacować z przybliżonej formuły: {\displaystyle t_{cg}\approx 10^{10}(M/M_{\odot })^{-2{,}5}} lat, gdzie {\displaystyle M} jest masą karła, a {\displaystyle M_{\odot }} masą Słońca. Od ciągu głównego gwiazda przechodzi do obszarów olbrzymów. Podstawowe parametry karłów, czyli jasność {\displaystyle L} i temperatura efektywna (a zatem i promień), są określone w dobrym przybliżeniu przez masę gwiazdy, {\displaystyle \log(L/L_{\odot })=k\log(M/M_{\odot })+0{,}08,} gdzie {\displaystyle k=3{,}8} dla {\displaystyle M>0{,}2\ M_{\odot }} (dla gwiazd mniej masywnych – ok. 2,5), a {\displaystyle L_{\odot }} jest jasnością Słońca.
Przemiana wodoru w hel zachodzi w jądrach karłów przez dwa podstawowe łańcuchy reakcji termojądrowych: tzw. cykl proton-proton (p-p) i cykl CNO. W mało masywnych karłach dominuje cykl p-p, w karłach o masie ok. {\displaystyle 1{,}3\ M_{\odot }} obydwa cykle mają porównywalną wydajność, w bardziej masywnych karłach dominuje zaś cykl CNO. W jądrach karłów o {\displaystyle M>1{,}3\ M_{\odot }} wskutek konwekcji następuje mieszanie materii powodujące utrzymanie w całym jądrze praktycznie takiego samego składu chemicznego; skokowy spadek zawartości helu – do wartości odpowiadającej nie przetworzonej w reakcjach jądrowych materii gwiazdowej – występuje na jej zewnętrznej granicy; poza jądrem energia jest przenoszona na zewnątrz gwiazdy na drodze promienistej. W jądrach karłów o {\displaystyle M<1{,}3\ M_{\odot }} nie ma konwekcji, a tempo malenia zawartości wodoru najszybsze jest w środku, coraz wolniejsze ku zewnętrznej granicy jądra; w efekcie zawartość helu spada płynnie od środka gwiazdy do granicy jądra; wytworzona energia jest przenoszona na zewnątrz, początkowo na drodze promienistej, a bliżej powierzchni karła w wyniku konwekcji. W karłach o coraz mniejszych masach i temperaturach efektywnych warstwa częściowej jonizacji (a wraz z nią warstwa konwekcyjna) sięga coraz głębiej pod powierzchnię (np. w Słońcu do ok. 1/3 promienia), aż przy masie karłów ok. {\displaystyle 0{,}3\ M_{\odot }} dochodzi do środka gwiazdy. Obecność warstwy konwektywnej w rotującej gwieździe prowadzi do powstania aktywności magnetycznej gwiazdy. Masa minimalna karłów wynosi ok. {\displaystyle 0{,}08\ M_{\odot }} (dokładana jej wartość zależy od składy chemicznego materii gwiazdowej). Obiekty o mniejszych masach nie osiągają w centrum dostatecznie wysokiej temperatury, by mogły zachodzić w nich reakcje przemiany wodoru w hel (brązowe karły).
Dla karłów poszczególnych typów widmowych używa się nazw pochodzących od ich barwy:
- czerwony karzeł – karzeł o typie widmowym K-M,
- pomarańczowy karzeł – karzeł o typie widmowym K,
- żółty karzeł – karzeł o typie widmowym G (przykładem gwiazdy tego typu jest Słońce),
- żółto-biały karzeł – karzeł o typie widmowym F,
- błękitny karzeł – karzeł o typie widmowym O,
- brązowy karzeł – obiekt gwiazdopodobny o masie zbyt małej, żeby zachodziły w nim reakcje termojądrowe